# Acomys wilsoni
Acomys wilsoni (Акоміс Вільсона) — вид родини Мишеві (Muridae).

## Поширення
Країни поширення: південний Судан, південна Ефіопія, південне Сомалі, північно-східна Уганда, Кенія, південна та східно-центральна Танзанія. Мешкає не вище 1000 м над рівнем моря. Його природним середовищем проживання є сухі савани, субтропічні або тропічні сухі чагарники і скелясті ділянки.

## Опис
Каріотип 2n = 50. Комахоїдний вид.